# Liste von Glocken der Gießerei C. Albert Bierling

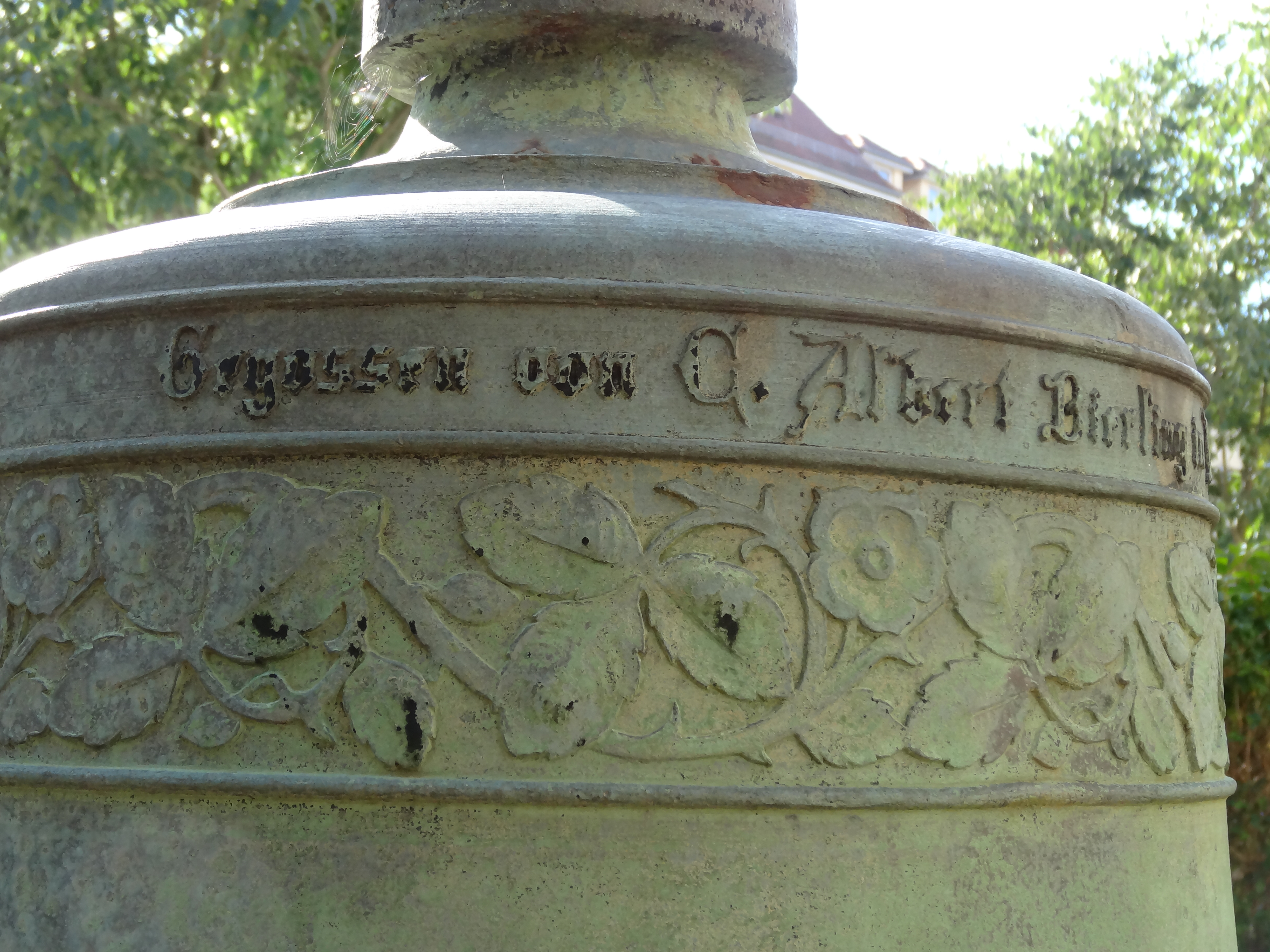
Bierling-Glocke der zerstörten Andreaskirche in Dresden-Striesen, jetzt vor dem Gemeindezentrum der Erlöser-Andreas-Kirchgemeinde

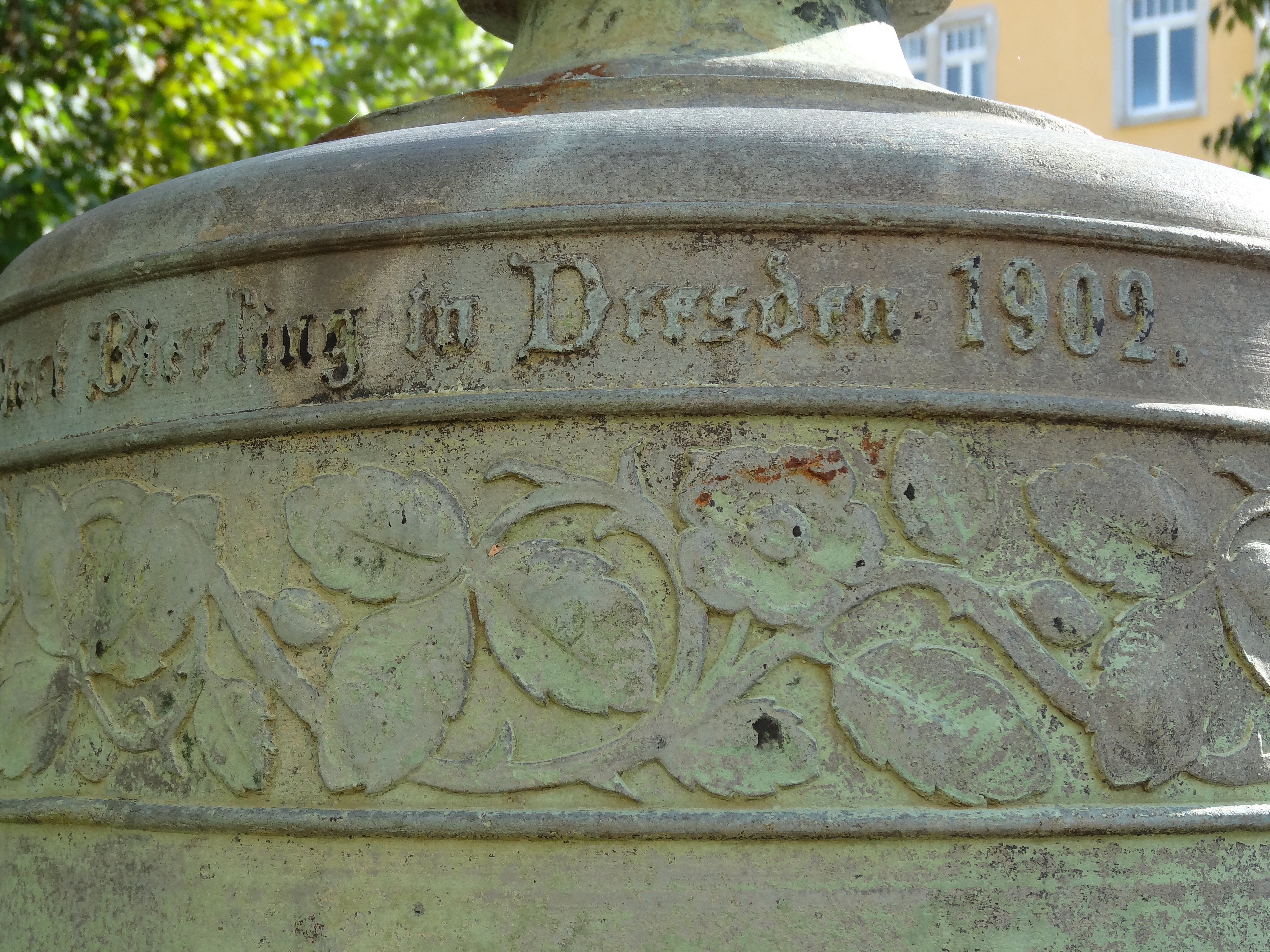
Bierling-Glocke der zerstörten Andreaskirche in Dresden-Striesen, jetzt vor dem Gemeindezentrum

Die Liste von Glocken der Gießerei C. Albert Bierling enthält die noch existierenden Glocken in Sachsen. Die Firma C. Albert Bierling existierte als Kunst- und Glockengießerei von 1848 bis 1945 in Dresden und war von 1883 bis 1922 als Glockengießerei präsent. Danach wurde sie bis zur Zerstörung im Jahr 1945 als Metallgießerei geführt, siehe de.google-info.org/5728817/1/christian-albert-bierling.html C. Albert Bierling (abgerufen am 12. November 2021).
Inhaber der Firma waren:
- Christoph Albert Bierling (1824–1904), Firmengründer
- Clemens Albert Bierling (1852–1943), Glockengießer (Sohn von Christoph Albert Bierling) – seit 1881
- Walter Bierling (?–1962), Ingenieur (Sohn von Clemens Albert Bierling) – seit 1918
- Werner Bierling (1890–1970), Kaufmann (Sohn von Clemens Albert Bierling) – seit 1918

Als Mitinhaber werden in den Adressbüchern genannt:
- Albert Bruno Bierling (1854–1923), Erzgießer und Glockengießer (Mitinhaber von 1881 bis 1910)
- Albert Hugo Bierling (1860–um 1945), Glockengießer
- Emil Carl Albert Bierling (1869–1945), Erzgießer[1]

Durch die Anstellung des Glockengießers Carl Louis Hermann Große (1848–1917), der aus der Glockengießerei J. G. Große (Dresden-Neustadt, Kamenzer Str. 31, ehem. Marktgasse 22) ausgeschieden war, als Technischer Leiter entwickelte sich die Firma ab 1883 zu einer bedeutenden Glocken- und Kunstgießerei.
Um 1914 war auch der Glockengießer Bruno Pietzel hier tätig, der 1921 eine eigene Glockengießerei in Dresden eröffnete. 
Der Erzgießer Albert Bruno Bierling (* 1854) starb 1923 und die Glockengießer-Tradition dieser Firma endete.
Durch die Glockenbeschlagnahmen in den beiden Weltkriegen sind nur noch wenige der ursprünglichen Bierling-Geläute vollständig oder teilweise erhalten geblieben, z. B. in der
- Dorfkirche Clausnitz
- Stephanuskirche Kleinzschachwitz
- St. Nikolai Oberbobritzsch
- Kirche Schönbach (Sachsen)
- Kirche Hermsdorf/Erzgeb.
- Kirche Kreischa
- Dorfkirche Mulda
- St.-Trinitatis-Kirche Wiesa

Den Bierling-Glocken wurde von Glockensachverständigen eine besondere Klangqualität bescheinigt.

## Glockenliste
Die Liste enthält die vorhandenen Glocken in Kirchen und Gemeindezentren der Evangelisch-Lutherischen Landeskirche Sachsen, die von 1883 bis 1922 von der Firma C. Albert Bierling in Dresden gegossen wurden. Neben der Glocken-Nummer sind das Gussjahr sowie der untere Durchmesser in mm und das Gewicht in kg der Glocke angegeben. Alle Glocken wurden in Bronzeguss ausgeführt.
| Stadt (Gemeinde)                             | Gebäude und Lage                              | Glocke-Nr.                           | Jahr | Durchmesser (mm) | Gewicht (kg) | Bemerkungen |
| -------------------------------------------- | --------------------------------------------- | ------------------------------------ | ---- | ---------------- | ------------ | --- |
| Auerbach                                     | Dorfkirche Auerbach (Lage)                    | Glocke 4                             | 1883 | 850              | 300          | |
| Augustusburg                                 | Stadtkirche St. Petri Augustusburg (Lage)     | Glocke 2                             | 1921 | 1080             | 730          | |
| Bannewitz                                    | Kirche Bannewitz (Lage)                       | Glocke 2                             | 1884 | 620              | 120          | |
| Bautzen                                      | Maria-und-Martha-Kirche (Lage)                | Glocken 2 und 3                      | 1891 |                  |              | Sie wurden vermutlich während des Ersten Weltkrieges zur Metallgewinnung eingeschmolzen.                                                                                               |
| Beiersdorf, OT von Grimma                    | Kirche Beiersdorf (Lage)                      | Glocke 3                             | 1887 | 680              | 180          | |
| Bernsbach-Oberpfannenstiel                   | Martin-Luther-Kirche Oberpfannenstiel (Lage)  | Glocke 1                             | 1920 | 590              | 130          | |
| Burgstädt                                    | Stadtkirche Burgstädt (Lage)                  | Glocke 3                             | 1887 | 975              | 546          | |
| Chemnitz                                     | Anstaltskirche Chemnitz                       | Glocke 1                             | 1920 | 980              | 600          | |
| Chemnitz                                     | Anstaltskirche Chemnitz                       | Glocke 2                             | 1905 | 752              | 270          | |
| Chemnitz                                     | St. Michaelis Chemnitz (Lage)                 | Glocke 2                             | 1889 | 950              | 480          | Taufglocke (as') |
| Chemnitz-Glösa                               | St. Jodokus Glösa (Lage)                      | Glocke 3                             | 1905 | 780              | 280          | |
| Clausnitz                                    | Dorfkirche Clausnitz (Lage)                   | Glocke 1                             | 1899 | 1620             | 2120         | b° – vollständiges Bierling-Geläut erhalten |
| Clausnitz                                    | Dorfkirche Clausnitz                          | Glocke 2                             | 1899 | 1296             | 1100         | d’ |
| Clausnitz                                    | Dorfkirche Clausnitz                          | Glocke 3                             | 1899 | 1079             | 660          | f’ |
| Dittersbach, OT von Frauenstein              | Kirche Dittersbach (Lage)                     | Glocke                               | 1898 | 750              | 250          | |
| Dresden-Weißer Hirsch                        | Kirche Weißer Hirsch (Lage)                   | Glocke 2                             | 1891 | 690              | 200          | |
| Dresden-Hosterwitz                           | Kirche Maria am Wasser (Lage)                 | Glocke 2                             | 1892 | 725              | 250          | |
| Dresden-Niedersedlitz                        | Gemeindezentrum Niedersedlitz (Lage)          | Glocke 1                             | 1895 | 475              | 65           | |
| Dresden-Trachau                              | Apostelkirche (Lage)                          | Glocke 2                             | 1901 | 950              | 457          | Taufglocke „Den Menschen ein Wohlgefallen!“ |
| Dresden-Zschachwitz                          | Stephanuskirche Kleinzschachwitz (Lage)       | Glocke 1                             | 1897 | 1380             | 1633         | vollständiges Bierling-Geläut erhalten, siehe – Ewigkeitsglocke („Ehre sei Gott in der Höhe!“) in des’                                                                                 |
| Dresden-Zschachwitz                          | Stephanuskirche Kleinzschachwitz              | Glocke 2                             | 1897 | 1110             | 878          | Gebetsglocke („Friede auf Erden!“) in f’ |
| Dresden-Zschachwitz                          | Stephanuskirche Kleinzschachwitz              | Glocke 3                             | 1897 | 910              | 475          | Freuden- oder Kinderglocke („Den Menschen ein Wohlgefallen!“) in as’ |
| Dresden-Eschdorf                             | St.-Barbara-Kirche (Lage)                     | Glocke 4                             | 1886 | 836              | 306          | |
| Falkenhain, OT von Lossatal                  | Dorfkirche Falkenhain (Lage)                  | Glocke 3                             | 1921 | 745              | 226          | |
| Neustadt/Vogtl.                              | Gemeindezentrum Neustadt/Vogtl. (Lage)        | Glocke 1                             | 1894 | 620              | 140          | [ 6 ] |
| Flöha                                        | Georgenkirche Flöha (Lage)                    | Glocke 2                             | 1890 | 840              | 321          | |
| Freiberg                                     | Freiberger Dom (Lage)                         | Glocke 2                             | 1896 | 1268             | 1170         | Lutherglocke |
| Freiberg                                     | Jakobikirche Freiberg (Lage)                  | Glocke 2                             | 1891 | 1060             | 650          | |
| Freital-Hainsberg                            | Hoffnungskirche Hainsberg (Lage)              | Glocke 1                             | 1899 | 1180             | 800          | |
| Friedersdorf (Spree)                         | Kirche Oberfriedersdorf (Lage)                | Glocke 3                             | 1921 | 790              | 300          | sog. „Friedensglocke“ |
| Friedrichswalde                              | Dorfkirche Friedrichswalde (Lage)             | Glocke 1                             | 1892 | 870              | 450          | |
| Geringswalde                                 | Martin-Luther-Kirche Geringswalde (Lage)      | Glocke 2                             | 1890 | 920              | 485          | |
| Glauchau                                     | Schloss Hinterglauchau, Kapelle (Lage)        | Glocke                               |      |                  |              | [ 2 ] |
| Goldbach                                     | Marienkirche Goldbach (Lage)                  | Glocke 2                             | 1897 | 964              | 510          | |
| Gröditz (Weißenberg)                         | Kirche Gröditz (Lage)                         | Glocke 1                             | 1900 | 1040             | 666          | |
| Großbothen                                   | Dorfkirche Großbothen (Lage)                  | Glocke 1                             | 1884 | 1130             | 775          | |
| Großbothen                                   | Dorfkirche Großbothen                         | Glocke 3                             | 1884 | 700              | 223          | |
| Großwaltersdorf                              | Kirche Großwaltersdorf (Lage)                 | Glocke 2                             | 1919 | 828              | 350          | |
| Grumbach                                     | Kirche Grumbach (Lage)                        | Glocke 2                             | 1889 | 840              | 320          | |
| Guttau                                       | Kirche Guttau (Lage)                          | Glocke 2                             | 1902 | 838              | 373          | |
| Hartmannsdorf (bei Chemnitz)                 | Kirche Hartmannsdorf (Lage)                   | Glocke 2                             | 1894 | 955              | 465          | |
| Helbigsdorf, OT von Mulda/Sa.                | Kirche Helbigsdorf (Lage)                     | Glocke 1                             | 1922 | 965              | 474          | |
| Hermsdorf/Erzgeb.                            | Kirche Hermsdorf (Lage)                       | Glocke 1                             | 1921 | 1005             | 562          | g’ – urspr. Bierling-Geläut mit der Glocke 3 (d’’) von der Kunst- und Glockengießerei Lauchhammer (2010) ergänzt                                                                       |
| Hermsdorf/Erzgeb.                            | Kirche Hermsdorf                              | Glocke 2                             | 1921 | 842              | 320          | b’ |
| Herzogswalde                                 | Dorfkirche Herzogswalde (Lage)                | Glocke 2                             | 1909 | 960              | 535          | |
| Heynitz, OT von Nossen                       | Kirche Heynitz (Lage)                         | Glocke 2                             | 1921 | 590              | 125          | |
| Hilbersdorf, OT von Bobritzsch-Hilbersdorf   | Kirche Hilbersdorf (Lage)                     | Glocke 2                             | 1889 | 970              | 460          | |
| Hohndorf                                     | Lutherkirche Hohndorf (Lage)                  | Glocke 2                             | 1891 | 960              | 496          | |
| Hormersdorf, OT von Zwönitz                  | Kirche Hormersdorf (Lage)                     | Glocke 1                             | 1904 | 965              | 480          | |
| Eibenberg-Kemtau                             | Kirche Eibenberg (Lage)                       | Glocke 1                             | 1896 | 745              | 250          | |
| Eibenberg-Kemtau                             | Kirche Eibenberg                              | Glocke 2                             | 1906 | 602              | 135          | |
| Kirschau                                     | Johanneskirche Kirschau (Lage)                | Glocke 3                             | 1922 | 770              | 300          | |
| Kleinrückerswalde, OT von Annaberg-Buchholz  | Martin-Luther-Kirche Kleinrückerswalde (Lage) | Glocke 2                             | 1921 | 742              | 216          | |
| Kleinwaltersdorf, OT von Freiberg            | Kirche Kleinwaltersdorf (Lage)                | Glocke 3                             | 1889 | 830              | 375          | |
| Klingenberg (Sachsen)                        | Dorfkirche Klingenberg (Lage)                 | Glocke 3                             | 1922 | 645              | 175          | |
| Kottmarsdorf                                 | Kirche Kottmarsdorf (Lage)                    | Glocke 2                             | 1896 | 940              | 468          | |
| Kreischa                                     | Kirche Kreischa (Lage)                        | Glocke 2                             | 1904 | 1160             | 804          | f’ – urspr. Bierling-Geläut mit der Glocke 1 (es’) von Schilling Apolda ergänzt |
| Kreischa                                     | Kirche Kreischa                               | Glocke 3                             | 1904 | 970              | 445          | as’ |
| Kühren                                       | Kirche Kühren (Lage)                          | Glocke 3                             | 1889 | 800              | 330          | |
| Langenstriegis, OT von Frankenberg/Sa.       | Kirche Langenstriegis (Lage)                  | Glocke 1                             | 1901 | 970              | 540          | |
| Lauenhain, OT von Crimmitschau               | Kirche Lauenhain (Lage)                       | Glocke 1                             | 1898 | 720              | 230          | |
| Lauterbach, OT von Neukirchen/Pleiße         | Kirche Lauterbach (Lage)                      | Glocke 1                             | 1907 | 955              | 520          | |
| Lauterbach, OT von Marienberg                | Heilandskirche Lauterbach (Lage)              | Glocke 3                             | 1906 | 970              | 580          | |
| Lenz, OT von Priestewitz                     | St.-Peter-Kirche Lenz (Lage)                  | Glocke 2                             | 1889 | 963              | 465          | |
| Leubsdorf (Sachsen)                          | Kirche Leubsdorf (Lage)                       | Glocke 2                             | 1901 | 960              | 474          | |
| Limbach-Oberfrohna                           | Lutherkirche Oberfrohna (Lage)                | Glocke 2                             | 1893 | 1064             | 664          | |
| Lippersdorf                                  | Dorfkirche Lippersdorf (Lage)                 | Glocke 1                             | 1905 | 720              | 205          | |
| Lobsdorf, OT von St. Egidien                 | St.-Ludivici-Kirche Lobsdorf (Lage)           | Glocke 2                             | 1890 | 725              | 241          | |
| Mochau, OT von Döbeln                        | Kirche Mochau (Lage)                          | Glocke 3                             | 1922 | 800              | 250          | |
| Mohorn                                       | Kirche Mohorn (Lage)                          | Glocke 2                             | 1898 | 970              | 455          | |
| Mulda/Sa.                                    | Dorfkirche Mulda (Lage)                       | Glocke 2                             | 1921 | 960              | 500          | as’ – urspr. Bierling-Geläut zusammen mit der Glocke 1 (f’) von Gebrüder Ulrich (1814)                                                                                                 |
| Mulda/Sa.                                    | Dorfkirche Mulda                              | Glocke 3                             | 1887 | 730              | 208          | c’’ |
| Mülsen St. Jacob                             | Kirche St. Jacobus der Ältere Mülsen (Lage)   | Glocke 3                             | 1888 | 706              | 192          | |
| Mülsen St. Micheln                           | Kirche St. Michael Mülsen (Lage)              | Glocke 4                             | 1888 | 747              | 240          | |
| Mylau                                        | Stadtkirche St. Wenzel Mylau (Lage)           | Glocke 2                             | 1890 | 1380             | 1414         | |
| Neueibau                                     | Gemeindehaus Neueibau (Lage)                  | Glocke 1                             | 1903 | 839              | 325          | |
| Niederschlema                                | Martin-Luther-Kirche Niederschlema (Lage)     | Glocke 2                             | 1899 | 950              | 450          | |
| Oberau, OT von Niederau                      | St.-Katharinen-Kirche Oberau (Lage)           | Glocke 1                             | 1894 | 860              | 409          | |
| Oberbobritzsch                               | St. Nikolai Oberbobritzsch (Lage)             | Glocke 1                             | 1902 | 1750             | 2800         | b’ – vollständiges Bierling-Geläut erhalten |
| Oberbobritzsch                               | St. Nikolai Oberbobritzsch                    | Glocke 2                             | 1902 | 1385             | 1400         | d’ |
| Oberbobritzsch                               | St. Nikolai Oberbobritzsch                    | Glocke 3                             | 1902 | 1160             | 800          | f’ |
| Obercunnersdorf                              | Barbarakirche (Lage)                          | Glocke 2                             | 1920 | 970              | 550          | |
| Oberebersbach                                | Kirche Oberebersbach (Lage)                   | Glocke 3                             | 1911 | 966              | 536          | |
| Oberschöna                                   | Dorfkirche Oberschöna (Lage)                  | Glocke 2                             | 1922 | 850              | 350          | |
| Oberwinkel, OT von Waldenburg                | Dorfkirche Oberwinkel (Lage)                  | Glocke 1                             | 1903 | 840              | 390          | |
| Oelsnitz/Erzgeb.                             | Christuskirche Oelsnitz (Lage)                | Glocke 2                             | 1895 | 960              | 455          | |
| Oelsnitz/Erzgeb.                             | Bergbaumuseum Oelsnitz/Erzgebirge (Lage)      | Schichtglocke vom Deutschlandschacht |      |                  |              | Schichtglocke mit Schlagton des: Die 1889 gegossene Schichtglocke befand sich bis 1969 am Fördergerüst des Deutschland-Schachts I des Steinkohlenwerks Deutschland in Oelsnitz/Erzgeb. |
| Ostritz                                      | Gustav-Adolf-Kirche (Lage)                    | Glocke 3                             | 1921 | 700              | 185          | |
| Ottendorf, OT von Lichtenau                  | Kirche Ottendorf (Lage)                       | Glocke 2                             | 1884 | 870              | 331          | |
| Otzdorf                                      | Dorfkirche Otzdorf (Lage)                     | Glocke 2                             | 1893 | 720              | 250          | |
| Oybin                                        | Bergkirche Oybin (Lage)                       | Glocke 1                             | 1907 | 758              | 260          | |
| Pegau                                        | St. Laurentius Pegau (Lage)                   | Glocke 2                             | 1890 | 965              | 490          | |
| Pfaffroda, OT von Schönberg                  | Kirche Pfaffroda (Lage)                       | Glocke 1                             | 1887 | 682              | 172          | |
| Pirna-Zuschendorf                            | Schlosskirche Zuschendorf (Lage)              | Glocke 3                             | 1895 | 610              | 150          | |
| Plauen                                       | Friedhof I Plauen (Lage)                      | Glocke 3                             | 1902 | 660              | 165          | |
| Radeburg                                     | Stadtkirche Radeburg (Lage)                   | Glocke 2                             | 1902 | 960              | 520          | |
| Rammenau                                     | Kirche Rammenau (Lage)                        | Glocke 2                             | 1886 | 835              | 325          | |
| Rathewalde                                   | Kirche Rathewalde (Lage)                      | Glocke 2                             | 1884 | 750              | 270          | |
| Rechenberg-Bienenmühle                       | Kirche Rechenberg (Lage)                      | Glocke 2                             | 1899 | 953              | 450          | |
| Riesa                                        | Klosterkirche St. Marien Riesa (Lage)         | Glocke 1                             | 1921 | 850              | 305          | |
| Rodersdorf, OT von Weischlitz                | Kirche Rodersdorf (Lage)                      | Glocke 2                             | 1905 | 640              | 120          | |
| Rothenfurth, OT von Großschirma              | Dorfkirche Rothenfurth (Lage)                 | Glocke 1                             | 1891 | 650              | 112          | |
| Ruppendorf                                   | Kirche Ruppendorf (Lage)                      | Glocke 4                             | 1892 | 745              | 230          | |
| Sayda                                        | Stadtkirche Sayda (Lage)                      | Glocke 3                             | 1920 | 910              | 450          | |
| Scharfenstein, OT von Drebach                | Gemeindezentrum Scharfenstein (Lage)          | Glocke 1                             | 1901 | 870              | 322          | |
| Schlagwitz, OT von Waldenburg                | Kirche Schlagwitz (Lage)                      | Glocke 1                             | 1903 | 640              | 175          | |
| Schmeckwitz                                  | Kirche Schmeckwitz (Lage)                     | Glocke 1                             | 1906 | 865              | 420          | [ 9 ] |
| Schmorkau, OT von Neukirch (bei Königsbrück) | Kirche Schmorkau (Lage)                       | Glocke 3                             | 1920 | 627              | 145          | |
| Schneeberg-Neustädtel                        | Kirche Neustädtel (Lage)                      | Glocke 2                             | 1911 | 985              | 500          | |
| Schönbach (Sachsen)                          | Kirche Schönbach (Lage)                       | Glocke 1                             | 1902 | 1674             | 2245         | b’’ – vollständiges Bierling-Geläut erhalten |
| Schönbach (Sachsen)                          | Kirche Schönbach                              | Glocke 2                             | 1902 | 1386             | 1318         | des’ |
| Schönbach (Sachsen)                          | Kirche Schönbach                              | Glocke 3                             | 1902 | 1100             | 656          | f’ |
| Schönbach (Sachsen)                          | Kirche Schönbach                              | Glocke 4                             | 1902 | 911              | 402          | as’ |
| Schönbrunn, OT von Wolkenstein               | Kirche Schönbrunn (Lage)                      | Glocke 3                             | 1920 | 650              | 146          | |
| Schönfeld, OT von Thermalbad Wiesenbad       | Kapelle Schönfeld (Lage)                      | Glocke 1                             | 1886 | 810              | 325          | |
| Spansberg, OT von Gröditz                    | Kirche Spansberg (Lage)                       | Glocke 2                             | 1886 | 620              | 130          | |
| Steinsdorf, OT von Plauen                    | Kirche Steinsdorf (Lage)                      | Glocke 3                             | 1922 | 590              | 101          | |
| Taura                                        | St. Moritz Taura (Lage)                       | Glocke 2                             | 1921 | 955              | 500          | |
| Tauscha, OT von Thiendorf                    | Dorfkirche Tauscha (Lage)                     | Glocke 2                             | 1893 | 563              | 115          | |
| Thierbaum, OT von Bad Lausick                | Kirche Thierbaum (Lage)                       | Glocke 2                             | 1922 | 570              | 125          | |
| Thurm, OT von Mülsen                         | Kirche St. Urban Thurm (Lage)                 | Glocke 2                             | 1907 | 950              | 483          | |
| Trebsen/Mulde                                | Stadtkirche Trebsen (Lage)                    | Glocke 3                             | 1897 | 840              | 240          | |
| Unkersdorf, OT von Dresden-Gompitz           | Kirche Unkersdorf (Lage)                      | Glocke 2                             | 1891 | 728              | 230          | |
| Wehrsdorf                                    | Trinitatiskirche Wehrsdorf (Lage)             | Glocke 3                             | 1919 | 970              | 500          | |
| Weifa                                        | Gemeinderaum Weifa (Lage)                     | Glocke 1                             | 1920 | 751              | 240          | |
| Wiesa, OT von Thermalbad Wiesenbad           | St.-Trinitatis-Kirche Wiesa (Lage)            | Glocke 2                             | 1901 | 1175             | 875          | f’ – urspr. Bierling-Geläut mit der Glocke 1 (es’) von Grassmayr (2006) ergänzt |
| Wiesa                                        | St.-Trinitatis-Kirche Wiesa                   | Glocke 3                             | 1903 | 965              | 448          | as’ |
| Wilthen                                      | Kirche Wilthen (Lage)                         | Glocke 3                             | 1922 | 966              | 450          | |
| Wolkenstein (Erzgebirge)                     | St.-Bartholomäus-Kirche Wolkenstein (Lage)    | Glocke 3                             | 1908 | 770              | 280          | [ 10 ] |
| Wünschendorf, OT von Pockau-Lengefeld        | Friedhof Wünschendorf (Lage)                  | Glocke                               | 1909 |                  | 105          | ehem. Schulglocke, seit 1987 auf dem Friedhof |
| Wüstenbrand                                  | Dorfkirche Wüstenbrand (Lage)                 | Glocke 2                             | 1898 | 970              | 480          | |
| Zeithain                                     | Kirche St. Michael Zeithain (Lage)            | Glocke 3                             | 1895 | 752              | 226          | |